# Wołkowyje
Wołkowyje (ukr. Вовковиї) – wieś na Ukrainie w rejonie demidowskim, obwodu rówieńskiego. 
W maju 1943 r. z rąk nacjonalistów ukraińskich zginęli tu dwaj księża rzymskokatoliccy:  ks. Hieronim Szczerbicki (1909-1943), proboszcz  parafii w Tesłuhowie, oraz ks. Jerzy Jan Cimiński (1915-1943), proboszcz parafii w Łysinie.